# ریاضت اقتصادی
ریاضت اقتصادی (به فرانسوی: Politique d’austérité) در علم اقتصاد به طرحی گفته می‌شود که دولت‌ها برای کاهش هزینه‌ها و برای رفع کسری بودجه یا به منظور نشان دادن نظم مالی دولت به طلبکاران، به کاهش یا حذف ارائه برخی خدمات و مزایای عمومی دست می‌زنند. این طرح که به منظور مقابله با کسری بودجه توسط برخی دولت‌ها انجام می‌شود گاهی با افزایش میزان مالیات و افزایش دریافت وام‌ها و کمک‌های مالی خارجی می‌انجامد. واژه ریاضت اقتصادی به عنوان واژه سال ۲۰۱۰ دانشنامه مریام-وبستر (Merriam-Webster) انتخاب شد.